# ایساو کوبوتا
ایساو کوبوتا (انگلیسی: Isao Kubota؛ زادهٔ ۲۲ مهٔ ۱۹۸۳) بازیکن فوتبال اهل ژاپن است.
از باشگاه‌هایی که در آن بازی کرده‌است می‌توان به باشگاه ورزشی توچیگی و باشگاه فوتبال ساموت سونگخرام اشاره کرد.